# 中山信敏
中山 信敏（なかやま のぶとし、延宝7年（1679年） - 宝永8年3月8日（1711年4月25日））は、常陸松岡藩の第6代当主、常陸太田藩の初代当主。常陸水戸藩附家老・中山家6代。
第3代当主・中山信治の七男。正室は小城藩主・鍋島直能の養女。子に娘（中山信昌正室）。官位は従五位下、備中守、備前守。通称は内記、主殿。
元禄10年（1697年）、兄信成の養子となる。元禄15年（1702年）12月18日、従五位下・備中守に叙任。元禄16年（1703年）10月、信成が没し、幼少だった嫡子・信順に代わって同年12月に家督を相続した。宝永元年（1704年）11月15日、備前守に遷任。宝永4年（1707年）、居所が常陸国久慈郡太田に知行替えとなり、陣屋を築き、5000石加増され、組付50騎の5000石と合わせて2万5000石を公称することとなる。正徳元年（1711年）死去。甥で養子となっていた信順が跡を継いだ。墓所は埼玉県飯能市の智観寺。

## 系譜
父母
- 中山信治（実父）
- 大森氏 - 側室（実母）
- 中山信成（養父）

正室
- 鍋島直能の養女

子女
- 中山信昌正室

養子
- 中山信順 - 信成の長男